# Gabriel Krauze

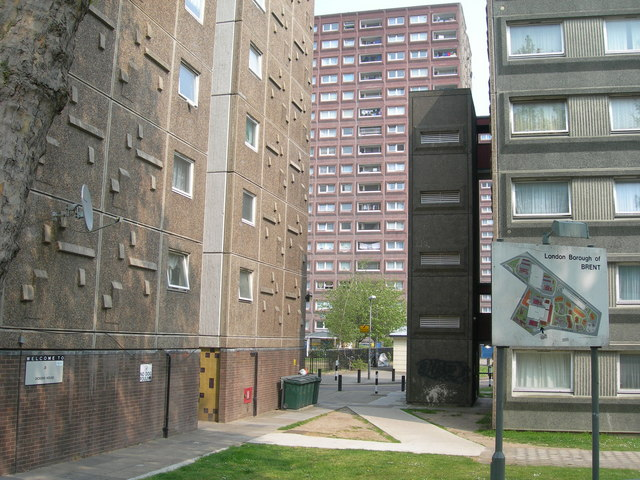
Wieżowce South Kilburn

Gabriel Krauze (ur. 1986 w Londynie) – brytyjski pisarz polskiego pochodzenia. 
Gabriel Krauze urodził się w rodzinie polskich emigrantów. Młodość spędził mieszkając na osiedlu South Kilburn, gdzie wniknął w kulturę gangów północno-zachodniego Londynu. Nie obce mu były narkotyki, broń, ataki nożowników i rabunki. Przebywał w placówce dla młodocianych przestępców. Uzyskał dyplom z literatury angielskiej na Queen Mary University. 

Życie na krawędzi daje też unikatowe poczucie wolności – oczywiście bardzo kruchej, bo łatwo można skończyć w więzieniu, a nawet zostać zabitym. Niemniej odrzucenie społecznych reguł to doświadczenie euforyczne, upajające. Gabriel Krauze

Moraliści i ideolodzy nie powinni mieć w kwestii [moralności] nic do powiedzenia. Artyści mają za zadanie przesuwać granice postrzegania świata, prowokować do myślenia o rzeczach nieoczywistych, niewygodnych. Gabriel Krauze

## Twórczość
- Tu byli, tak stali (ang. Who They Was, 2022) - najlepsza książka roku pisma „Spectator”[5]

## Nagrody
- Nominacja do Nagrody Bookera
- Nominacja do Nagrody im. Dylana Thomasa(inne języki)